# Florida (Schiff, 1905)
Die Florida war ein 1905 in Dienst gestelltes Passagierschiff der italienischen Reederei Lloyd Italiano, das für den Passagier- und Frachtverkehr von Italien nach Südamerika und New York eingesetzt wurde. Internationale Bekanntheit erlangte sie durch die Kollision mit dem britischen Ozeandampfer Republic im Januar 1909 vor Nantucket, bei der sechs Menschen starben. Die Republic sank, während die Florida schwimmfähig blieb. Im Dezember 1917 wurde sie wieder in eine Schiffskollision verwickelt und ging dieses Mal selbst unter.

## Das Schiff
Das 5018 BRT große Dampfschiff wurde auf der Werft Società Esercizio Bacini in Riva Trigoso bei Genua gebaut und lief am 22. Juni 1905 vom Stapel. Das 116,1 Meter lange Passagier- und Frachtschiff wurde für die 1904 von dem Bankier und Unternehmer Erasmo Piaggio (1845–1932) in Genua gegründete Reederei Lloyd Italiano gebaut und für deren Personen- und Güterverkehr nach Nord- und Südamerika verwendet.

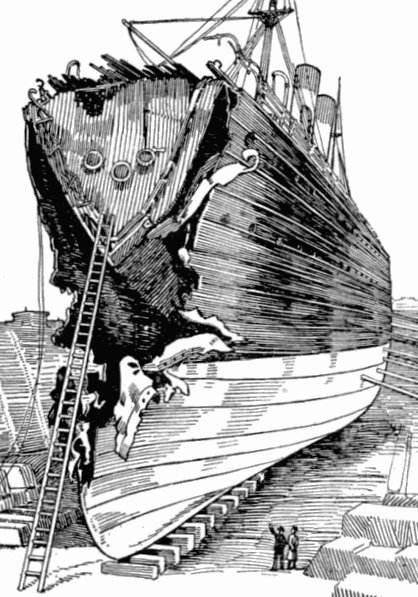
Der eingedrückte Bug der Florida nach der Kollision, (Zeichnung aus Popular Mechanics, Juni 1909)

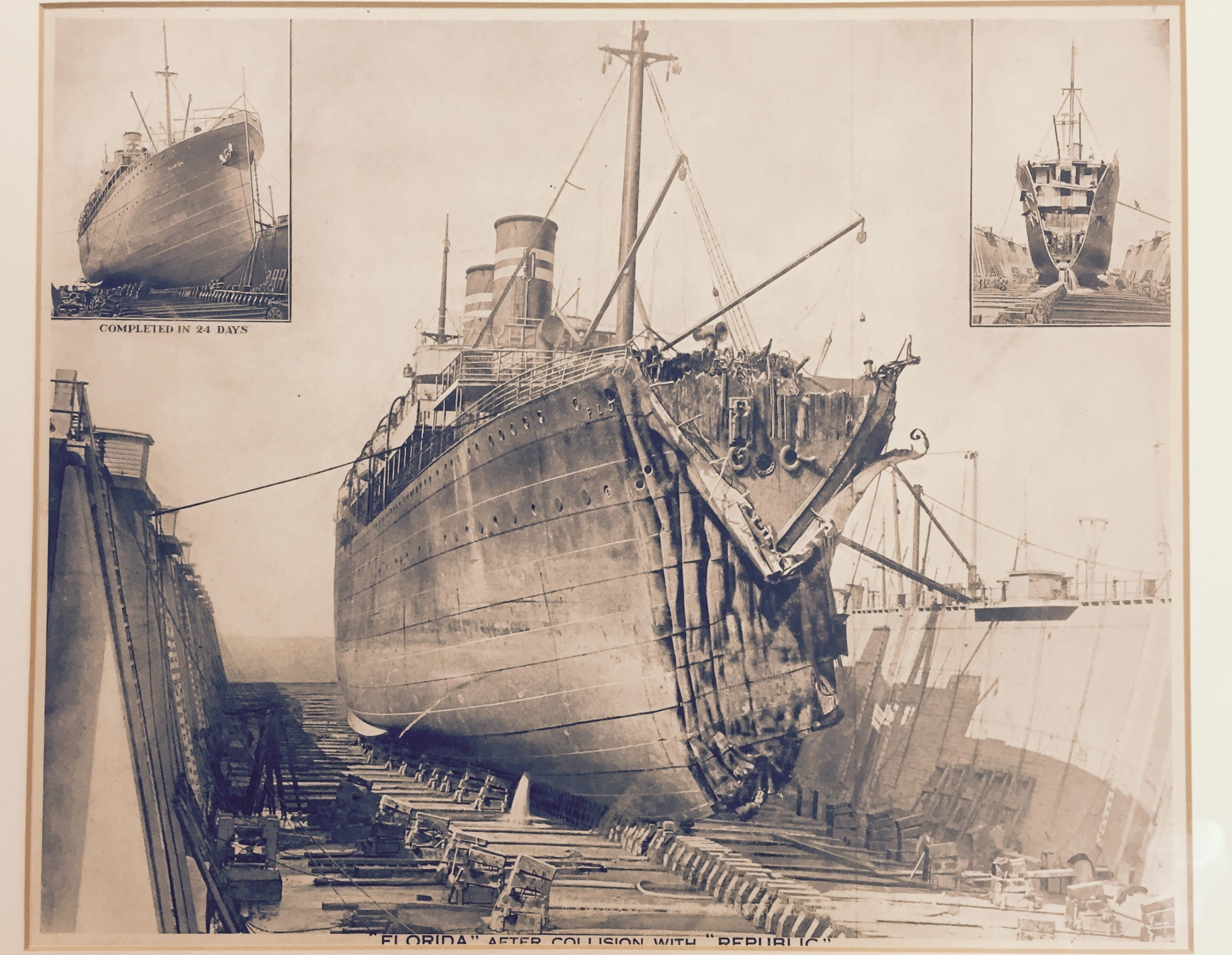
Die Florida nach der Kollision

Die Florida hatte Passagierkapazitäten für 25 Passagiere in der Ersten und 1600 in der Dritten Klasse (Zwischendeck). Das Schiff hatte zwei Schornsteine, zwei Masten und zwei Propeller und wurde von Dreifachexpansions-Dampfmaschinen angetrieben, die das Schiff auf bis zu 14 Knoten beschleunigen konnten. Ihre Schwesterschiffe waren die Indiana (4.996 BRT), die Virginia (5.181 BRT) und die Luisiana (4981 BRT), die alle bei der gleichen Werft entstanden und ebenfalls 1905 in Dienst gestellt wurden.
Am 18. September 1905 lief die Florida in Genua zu ihrer Jungfernfahrt via Neapel nach Buenos Aires aus. Ab dem 15. November 1905 bediente sie die Strecke von Genua über Palermo nach New York. Sie beförderte überwiegend europäische Auswanderer.

## Kollision mit derRepublic1909
In den frühen Morgenstunden des 23. Januar 1909 befand sich die Florida mit fast 900 Passagieren an Bord unter dem Kommando des 29-jährigen Kapitäns Angelo Ruspini auf einer weiteren Überfahrt von Palermo nach New York. An Bord fuhren nur 13 Personen in der Ersten Klasse, jedoch 826 Passagiere im Zwischendeck. Die meisten davon waren Überlebende des Erdbebens von Messina vom 28. Dezember 1908, die sich nach dem Verlust ihrer Existenz zur Auswanderung in die USA entschlossen hatten.
Aufgrund des sehr dichten Nebels drosselte Kapitän Ruspini die Geschwindigkeit seines Schiffs und ließ eine Kursbestimmung vornehmen. Die Florida befand sich auf einem südlicheren Kurs, als eigentlich für die nach New York einfahrenden Schiffe vorgesehen war. Wegen des Nebels konnten von Brückenwache bzw. Ausguck andere Schiffe nur schwer erkannt werden. Als etwa 50 Seemeilen vor Nantucket die Republic der britischen White Star Line aus dem Nebel auftauchte, steuerte diese direkt vor den Bug der Florida. Die Republic wich sofort nach Steuerbord aus; die Florida drehte nach Backbord.
Trotz beider Manöver konnte die Kollision nicht verhindert werden und es kam gegen 5:40 Uhr morgens zum Zusammenstoß. Der Bug der Florida bohrte sich etwa mittschiffs auf Höhe des Maschinenraums in die Backbordseite der Republic. Deren Maschinenraum wurde sofort geflutet, sodass innerhalb kurzer Zeit Steuerung und Elektrizitätsversorgung ausfielen. Mit den Reservebatterien konnte Republic-Bordfunker Jack Binns mittels der Funken-Telegraphie einen „FT-Notruf“ mit den Morsezeichen CQD – die Zeichenfolge SOS setzte sich erst später durch – senden und damit Hilfe anfordern. Es war das erste Mal in der Geschichte der Seeschifffahrt, dass mittels der neuen Kommunikationstechnologie des Seefunks ein in Seenot geratenes Schiff diesen Notruf absetzte.
Im stark eingedrückten Vorschiff der Florida kamen drei Besatzungsmitglieder ums Leben: Der 14-jährige Schiffsjunge Salvatore D’Amico, der 16-jährige Matrose Balogero Martuscilli und der 23-jährige Matrose Pasquale La Vallu. Auf der Republic starben im Kollisionsbereich drei Passagiere.
Die Passagiere der Republic wurden zunächst auf die Florida transferiert, die jedoch schnell überladen war. Als der wesentlich größere White-Star-Dampfer Baltic an der Kollisionsstelle eintraf, nahm sie die Passagiere beider Schiffe an Bord und brachte diese nach New York. Von zwei Schleppern gezogen traf die Florida drei Tage später am frühen Morgen des 26. Januar in New York ein. Dort ging gleich nach dem Andocken Graf Annibale Raybaudi-Massiglia, der italienische Generalkonsul in New York, an Bord des Schiffs und informierte sich über die Lage.
Bis heute zählt diese Rettungsaktion zu den größten Personentransfers, die je auf offener See stattgefunden haben.

## Späte Jahre
Am 20. April 1911 lief die Florida zu ihrer letzten Fahrt auf der Strecke Genua–Palermo–Neapel–New York aus. Ihre Unterkünfte der Ersten Klasse wurden auf Zweite Klasse degradiert. Im gleichen Jahr wurde sie an die ebenfalls in Genua sitzende, 1897 gegründete Reederei Ligure Brasiliana verkauft, die sie in Cavour umbenannte und für ihre Südamerikadienste einsetzte.
1914 ging das Schiff an die Transatlantica Italiana Società Anonima di Navigazione. Am 12. Dezember 1917 kollidierte die Florida im Mittelmeer nördlich von Kap Tortosa und etwa 30 Seemeilen vor L’Ametlla de Mar an der Costa Daurada mit dem italienischen Hilfskreuzer Caprera und sank. Es gab keine Todesopfer.